# 杨佺期
楊佺期（？—399年），弘農華陰（今陝西華陰東）人，東晉末年重要將領。東汉太尉楊震八世孫。官至龍驤將軍、雍州刺史，曾參與王恭舉兵討伐朝臣的行動，亦與荊州刺史殷仲堪一同對抗桓玄，但因殷仲堪對其的畏懼而不信任，終被桓玄先發制人，楊佺期亦兵敗，被擒後遇害。

## 生平

### 名門之後
楊佺期為楊修的後人，祖父楊林及父親楊亮在西晉滅亡後沒有南渡，留在北方。楊亮亦曾效命於北方外族政權，其後才南下投奔東晉。楊佺期性勇猛果敢，強獷粗暴，而且自以楊氏門戶是江南一眾士族都不能比擬的，當時有人將他的門弟地位與琅琊王氏比擬，楊佺期仍然感到憤恨。不過在當時，因為其家族較晚過江，故此在東晉無論在婚姻和仕官上都常受到其他較早渡江的士族排擠，使佺期憤憤不平，很想幹大番大事以實現其志向。

### 屢敗前秦
楊佺期最初入仕將帥府署，曾在成固守戍，擊敗前秦將領潘猛，更收降了他的部眾。後拜廣威將軍、河南太守，駐屯洛陽。任內又領兵助平陽太守張元熙擊退前秦將領竇衝。及後從湖城進攻潼關，屢戰屢勝，斬獲數千人並納降九百多家人，讓他們遷居洛陽，因而進號龍驤將軍。後來楊佺期因病而改任新野太守，領建威司馬。又遷堂邑太守，督石頭軍事。因病離任後，獲荊州刺史殷仲堪招攬，成為其司馬。

### 響應王恭
隆安元年（397年），南郡公桓玄勸殷仲堪舉青兗二州刺史王恭為主，起兵討伐王國寶。殷仲堪雖然同意但想尋求南郡相江績、堂兄南蠻校尉殷顗及雍州刺史郗恢同意。不過，三人都不同意，江績因態度強硬，殷仲堪就讓楊佺期代替他出任南郡相一職。而在殷仲堪遲疑之時，王恭卻派使者來主動邀約殷仲堪舉兵，殷仲堪於是答允。不過卻因王恭所駐京口離建康極近，而與他們遠道而來的荊州軍隊不接軍勢，所以都沒有實質行動。不久輔政的司馬道子怯於王恭兵勢而殺王國寶，殷仲堪才出兵，並派楊佺期進駐巴陵，但不久就因司馬道子寫信勸止而停止軍事行動。
隆安二年（398年），王恭再度舉兵，殷仲堪再次獲邀，這次殷仲堪相信王恭必會成功，更決定出兵分享戰果。不過，殷仲堪不善領軍，故此將軍事全交詑給楊佺期兄弟，亦派了五千水軍作為前鋒，在桓玄從後跟隨之下作為前鋒東下。楊佺期與桓玄一直前進至橫江，抵抗的司馬尚之因兵敗而撤退，司馬恢之所率水軍覆沒，楊佺期於是繼續進攻至石頭城。不過，此時王恭卻因部將劉牢之叛歸朝廷而被殺，劉牢之更正領兵入赴建康，令楊佺期和桓玄驚懼，於是回守蔡州。
當時桓脩向司馬道子建議可以利誘楊佺期和桓玄倒戈，而當時司馬道子亦因不知荊州軍的虛實而十分憂心，故此聽從，授予楊佺期都督梁、雍、秦三州諸軍事、雍州刺史，而殷仲堪卻被貶任廣州刺史。當時殷仲堪不能接受被貶廣州，命令桓玄進攻建康，不過及後就因聽聞楊佺期接受朝命而急急西返，當時楊佺期與桓玄在尋陽與殷仲堪相會，並結盟不受朝命，申理王恭之死及殷仲堪被貶，又求誅劉牢之及司馬尚之。司馬道子唯有屈服，下詔嘉言慰撫他們以求和解，三人最終亦受詔回到轄地，殷仲堪亦能繼續擔任荊州刺史。

### 計取雍州
楊佺期到雍州上任時，原雍州刺史郗恢聯結南陽太守閭丘羨抵抗楊佺期。楊佺期於是聲言桓玄將來，自己只是前鋒而已。因為桓氏曾經長期治理荊州，在荊州士民心中極有威望，所以郗恢士眾相信楊佺期的聲稱後再無鬥志，郗恢亦唯有請降，楊佺期得以入主雍州。楊佺期隨後便殺閭丘羨，放已被徵為尚書的郗恢回建康，並撫恤將士及百姓，又修繕城池，挑選精兵訓練，很得人心。

### 兵敗遇害
楊佺期一直與桓玄不睦，全因桓玄一直看不起他，視其為寒士。故楊佺期就在尋陽彼此結盟時就已勸說殷仲堪趁機殺死桓玄，只是殷仲堪本身亦畏懼楊氏兄弟的勇猛，怕桓玄死後自己不能控制他們，所以堅持不許。各回轄地後，桓玄身為江州刺史，殷仲堪畏懼其跋扈，於是與楊佺期聯為姻親，以之為援。當時楊佺期仍不放棄消滅桓玄，屢次想攻伐他，但殷仲堪皆阻止。桓玄對殷、楊二人亦深感不安，擔心終會被二人聯手消滅，於是上請朝廷擴大其統轄範圍。當時朝廷其實亦打算離間他們，於是掌政的司馬元顯就加荊州四郡給桓玄都督，又以桓玄兄桓偉接替楊佺期兄楊廣任南蠻校尉。楊廣當打算抵抗桓偉但被殷仲堪外調，楊佺期堂弟楊孜敬亦被桓玄派兵襲擊，被對方納為諮議參軍。楊佺期對這一連串變動十分憤恨，於是以援救被後秦所圍的洛陽為由舉兵，實質想與殷仲堪聯手攻打桓玄。不過，殷仲堪始終還是懷疑楊佺期，阻止之餘更派其堂弟殷遹領兵北屯，實為防備駐於江陵以北襄陽的楊佺期。楊佺期沒有殷仲堪支持不能獨力起兵，唯有無奈解兵。
同年十二月，桓玄同樣聲言救援洛陽，其實是要討伐楊佺期，並寫信通知殷仲堪要他與其聯手，殺死楊廣；否則江陵會被攻擊。殷仲堪嘗試抵抗但被桓玄擊敗，囤積糧食的巴陵更被桓玄所奪，震動江陵。殷仲堪此時唯有急召楊佺期入援，但楊佺期就以江陵缺糧食，難以防守為由，勸殷仲堪到襄陽一同防守。不過殷仲堪意在保全軍隊及荊州轄區，不肯棄守，反騙楊佺期已經收集足夠糧食。楊佺期聽信並領精兵八千南至江陵，但到後殷仲堪只以飯作為軍餉，楊佺期自知被騙，大怒，不去見殷仲堪。當時桓玄屯兵零口，楊佺期與楊廣率軍進攻，桓玄畏其軍悍銳，南渡長江至馬頭。次日，楊佺期與殷道護率精兵萬人乘艦出戰，但被桓玄軍所阻而不能前進。楊佺期於是率麾下數十艦直接渡江進攻桓玄船隊，並進攻桓玄部下的梁州刺史郭銓，幾乎生擒對方。只是當時桓玄率主力進攻，楊佺期大敗，唯有逃回襄陽，途中被桓玄部將馮該所擒並被殺，頭顱被斬下並送至建康，掛在朱雀門上。楊佺期死後不久，殷仲堪亦敗，被桓玄逼令自殺。

## 家庭

### 父
- 楊亮，初仕北方，後南渡，梁州刺史。

### 兄弟
- 楊廣，楊佺期兄，強獷粗暴，歷任南蠻校尉和宜都、建平二郡太守。與楊佺期皆被馮該所擒並被殺。
- 楊思平，楊佺期弟，強獷粗暴，楊佺期死後逃到北方，劉裕起兵伐桓玄時才歸國，任梁州刺史，义熙四年十一月因罪弃市。

### 堂兄弟
- 楊尚平，楊佺期堂弟，楊佺期死後逃到北方，劉裕起兵伐桓玄時才歸國。
- 楊孜敬，楊佺期堂弟，原為江夏相，後被桓玄所擒，為其諮議參軍。楊佺期死後逃到北方，劉裕起兵伐桓玄時才歸國。任梁州刺史，後因擅殺雍州刺史魯宗之參軍而被處死。

## 延伸阅读
[在维基数据编辑]
 《晉書·卷084》，出自房玄齡《晉書》